# Oskar Seidlin
Oskar Seidlin, nacido Oskar Koplowitz, (Königshütte, Polonia, 17 de febrero de 1911 - 11 de diciembre de 1984) fue un germanista y autor estadounidenses de origen alemán. Perteneció al círculo de amigos de Franz Goldstein, a través del que conoció a Klaus Mann, que solía llamarlo «Bubi».

## Biografía
Nacido como Oskar Koplowitz, hijo de una familia judía de Königshütte, el padre, Heinrich Koplowitz, se dedicaba al comercio de objetos de segunda mano; la madre se llamaba de soltera Johanna Seidler.
Estudió Literatura y Filosofía en las universidades de Friburgo de Brisgovia, Frácfort del Meno (entre otros, como alumno de una de las primeras clases de Theodor W. Adorno) y Berlín. Durante su estancia en Fráncfort conoció a Richard Plant, Wilhelm Heinrich Rey y al que sería su pareja, Dieter Cunz.
En 1933 emigró a Suiza, huyendo de la persecución de los nazis contra judíos y homosexuales, donde trabajó por libre en diversas revistas para mantenerse a flote. En 1936 se trasladó a Basilea junto con Cunz, en cuya Universidad se doctoró, bajo la supervisión de Franz Zinkernagel y Eduard Hoffmann-Krayer, con un trabajo sobre Otto Brahm. En 1937 Cunz y Koplowitz se trasladaron a Lausana con una beca de la Universidad para realizar estudios de postgrado.
En 1938 Cunz y Koplowitz abandonaron Suiza y emigraron a los Estados Unidos, donde Plant los recogió en su casa en Nueva York. Con el nombre de «Oskar Seidlin», Koplowitz trabajó como secretario de Klaus y Erica Mann, con los que mantuvo el contacto durante toda la II Guerra Mundial. También trabajó como profesor visitante en el Smith College para mujeres en  Northampton (Massachusetts). Dejó el puesto en 1942, para trabajar en el U.S. Army Intelligence Division, aprovechando sus conocimientos de alemán como lengua materna. De esta forma se encontró envuelto en las primeras etapas de la invasión de Europa. En 1946 abandonó el servicio militar.
Durante su docencia en el Middlebury College en Vermont, Seidlin conoció a Bernhard Blume, el director del departamento de Germanística en la Universidad Estatal de Ohio en Columbus, él mismo un emigrante huido de los nazis. Blume le ofreció un trabajo en su Instituto, donde Seidlin fue el catedrático de Lengua y Literatura alemana a partir de 1946 y donde se le uniría Cunz en 1956. En 1972 Seidlin se trasladó a la Universidad de Indiana en Bloomington, donde trabajó de catedrático de Germanística hasta mayo de 1979, permaneciendo como profesor emérito.
Hacia el final de su vida, se distanció de Plant por cuestiones ideológicas: mientras Plant se seguía viendo como parte de la izquierda ilustrada, Seidlin  derivó hacia posiciones conservadoras similares a las de Richard Nixon.
Para su 65.º cumpleaños, en 1976, fue homenajeado con un volumen conmemorativo, Festschrift, titulado Herkommen und Erneuerung. Seidlin consiguió por dos veces la Beca Guggenheim, en 1962 y 1976. En 1968 la Deutsche Akademie für Sprache und Dichtung premió a Seidlin con el Friedrich-Gundolf-Preis por la promoción de la cultura alemana en el extranjero. Durante varios semestres también trabajó en un gremio consultivo de la Universidad de Princeton.

## Obra
Seidlin publicó numerosos escritos, tanto en alemán como en inglés, sobre Germanística, comenzando con su tesis doctoral Otto Brahm als Theaterkritiker («Otto Brahm como crítico de teatro»), que se publicó en 1936 con su nombre de nacimiento Oskar Koplowitz En 1947 asentó su reputación científica con la publicación de un ensayo de 29 páginas sobre el Fausto de Goethe en la renombrada revista de Filología PMLA. Junto con Werner Paul Friederich publicó un sumario sobre la literatura alemana, An Outline-History of German Literature (1948). En 1963 publicó un conjunto de ensayos en Von Goethe zu Thomas Mann. Zwölf Versuche y en 1972 publicó algunos más en la antología Klassische und moderne Klassiker: Goethe, Brentano, Eichendorff, Gerhart Hauptmann, Thomas Mann. En 1975 editó Briefwechsel Arthur Schnitzler-Otto Brahm («Correspondencia Arthur Schnitzler-Otto Brahm»). Seidlin mismo consideraba sus publicaciones más importantes los estudios sobre la poesía del Romanticismo alemán: Versuche über Eichendorff («Ensayos sobre Eichendorff»), Göttingen 1965; 2ª. ed. 1968; así como Von erwachendem Bewusstsein und vom Sündenfall: Brentano, Schiller, Kleist, Goethe («Del despertar de la consciencia y del pecado: Brentano, Schiller, Kleist, Goethe»), publicado en 1979. En 2001 se publicó de forma póstuma una parte de su correspondencia de 1947 a 1984 con el germanista William Henry Rey, bajo el título “Bete für mich, mein Lieber...” («Reza por mi, querido…»).
Con el seudónimo colectvo de Stefan Brockhoff, junto con los germanistas Dieter Cunz y Richard Plant, se le atribuyen diversas historias de detectives:
- Stefan Brockhoff, Schuß auf die Bühne (Leipzig, Wilhelm Goldmann Verlag, 1935)
- id., Musik im Totengässlein (Bern, Goldmann, 1936)
- id., Drei Kioske am See (Leipzig, Goldmann, 1937)
- id., Begegnung in Zermatt (München, Goldmann, 1955).

Un quinto relato titulado 'Verwirrung um Veronika' fue publicado de forma seriada en 1938 en el Zürcher Illustrierte,
El libro infantil de Seidlin, Pedronis muss geholfen werden! («¡Hay que ayudar a Pedronis!»), se editó en 1937. Le siguió otro en 1939, S.O.S. Geneva, que editó junto con Richard Plant. Su libro Der goldene Apfel, publicado durante la II Guerra Mundial en Estados Unidos, también pertenece a la categoría de literatura infantil y juvenil.
Una colección de poemas, titulado Mein Bilderbuch («Mi cuaderno de dibujo»), apareció en 1938.